# High and Dry
"High and Dry" foi o segundo single retirado o álbum dos Radiohead The Bends, tendo sido editado como single de duplo lado A juntamente com o tema de abertura "Planet Telex".
A canção foi primeiramente gravada durante as sessões de Pablo Honey mas foi retirada pela banda por soar ao estilo de Rod Stewart. Contudo, foi redescoberta e remisturada durante as gravações de The Bends, pois enquadrava-se no conteúdo do resto do álbum.
Esta canção é largamente considerada como o sucesso pop mais acessível da banda, tendo sido uma das favoritas durante os concertos, embora não seja tocada ao vivo há mais de uma década. Especulou-se se o motivo era por ser exigente demais para a voz de Thom Yorke. Contudo, numa entrevista com Thom, ele afirmou que não gostava da música e foi pressionado a colocá-la no álbum, descrevendo-a do seguinte modo: "It's not bad, you know. It's not bad... it's very bad."]" ("Não é ruim, sabe. Não é ruim... é horrível.").
Uma versão desta canção aparece no álbum Twentysomething do cantor de pop-jazz Jamie Cullum, a qual também foi editada em single. Bilal também gravou uma versão desta canção. Jorge Drexler incluiu uma versão no seu álbum de 2006, Doce Segundos de Oscuridad.
No início da década de 2000, em que o som dos Radiohead tornou-se menos convencional, Moby e Courtney Love lamentaram-se pela banda não escrever mais canções do estilo de High and Dry.

## Vídeos musicais

### Versão 1
Produzido para ser emitido nos Estados Unidos e realizado por Paul Cunningham. A banda entra num restaurante e solicita a ementa. As restantes pessoas do restaurante estão envolvidas em dramas pessoais, os quais são revelados em flashbacks. Um casal e o cozinheiro do restaurante estão envolvidos num crime não especificado. Um homem de negócios esconde algo na sua pasta. No final, os dois dramas são solucionados através da traição, o cozinheiro entrega uma bomba ao casal e o homem de negócios é emboscado e morto.

## Posição nas paradas musicais
| Parada (1995–1996)                                  | Melhor posição |
| --------------------------------------------------- | -------------- |
| Austrália (ARIA)                                    | 62             |
| Canadá (RPM Top Singles)                            | 31             |
| Canadá (RPM Rock/Alternative)                       | 11             |
| Europa (Eurochart Hot 100)                          | 70             |
| Islândia (Íslenski Listinn Topp 40)                 | 15             |
| Nova Zelândia (Recorded Music NZ)                   | 22             |
| Escócia (Scottish Singles Chart) com "Planet Telex" | 21             |
| Reino Unido (UK Singles Chart) com "Planet Telex"   | 17             |
| Estados Unidos (Billboard Hot 100)                  | 78             |
| Estados Unidos (Billboard Alternative Airplay)      | 18             |